# Луково
Вижте пояснителната страница за други значения на Луково.
Лу̀ково е село в Западна България. То се намира в Община Своге, Софийска област.

## География
Село Луково е балканско селце, разположено в Искърското дефиле, на 29 км от центъра на София.
С влак от Централна гара София се стига за 30 мин. Има и маршрутки.
Надморската височина на кметството е 519 м измерена с GPS.
Селото е разделено на четири квартала.

## Културни и природни забележителности
Първата църква в село Луково, община Своге, „Света Петка“ e открита на 14.10.2012 г. Това е първата църква, която се строи от години насам в Софийския окръг и по-специално в Искърското дефиле. Заради изключителната ѝ архитектура, я наричат „Перлата на дефилето“.
Изграждането на църквата е започнало през 2006 г., когато Надежда Таскова създава фондация „Православие“, създава се Църковно настоятелство, което започва да набира помощи, и заедно с Дирекцията по вероизповеданията, започват да събират средства за строежа. 90% от средствата за изграждането на църквата са събрани от помощи, най-голямото дарение е от предприемача, който за строителството на църквата не е взел никакви пари и със свои средства е плащал на работниците.

## Редовни събития
Всяка година на 6 май се провежда традиционен събор за селото.